# Natalia Mateo

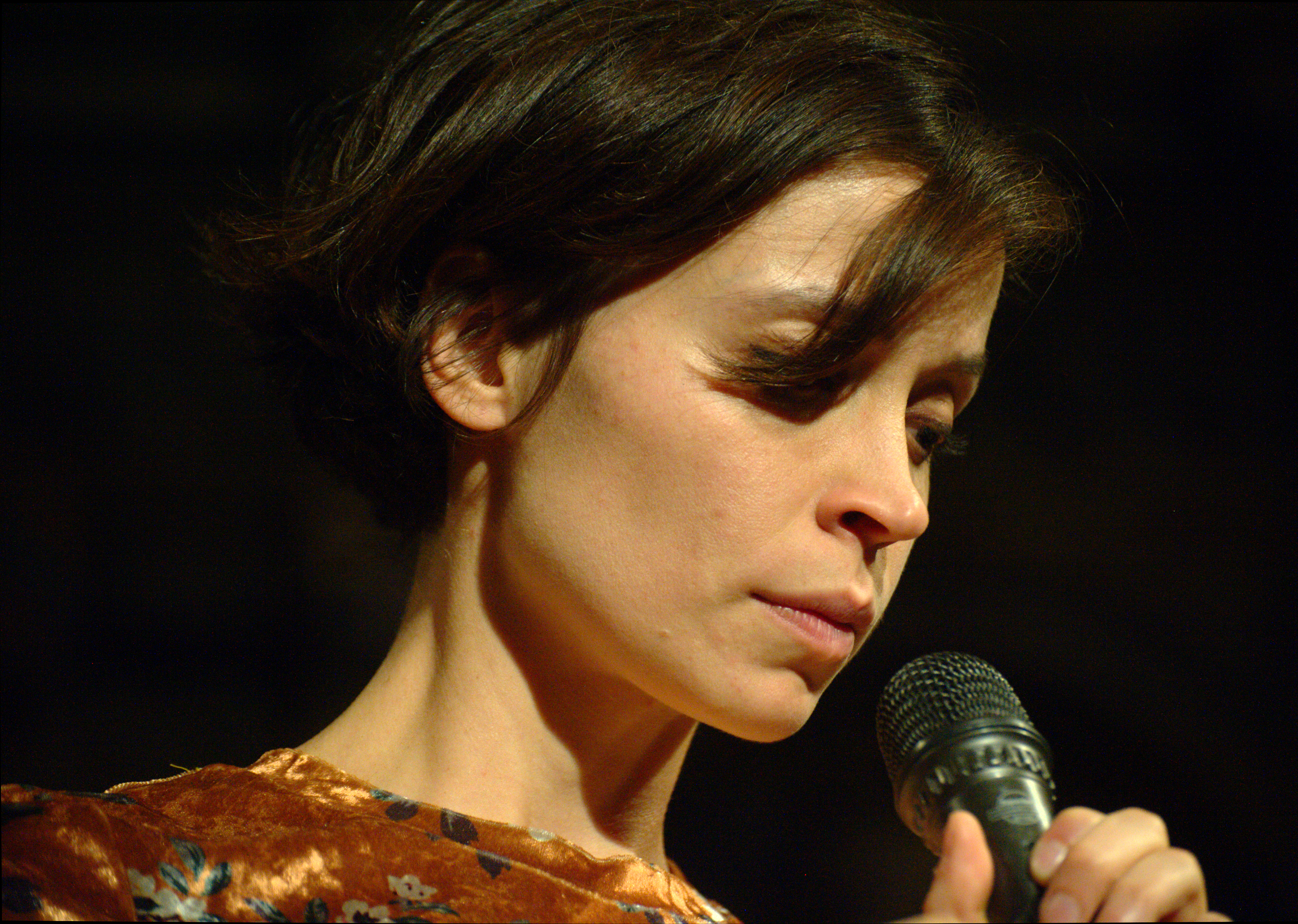
Natalia Mateo bei einem Konzert mit ihrer Band am 14. Oktober 2018 in der Stadtkirche Darmstadt

Natalia Mateo (* 28. März 1983 in Warschau als Natalia Kowalczyk) ist eine polnische Jazzsängerin. Ihre Musik changiert zwischen Jazz und Singer-Songwriter-Kunst.

## Leben und Karriere
Mateo ist als Tochter des Opernsängers Andrzej Kowalczyk zweisprachig in Österreich und Polen aufgewachsen. Als Kind erhielt sie Klavier- und Geigenunterricht. Nach einem geisteswissenschaftlichen Studium in Breslau und Berlin studierte sie von 2011 bis 2015 Jazzgesang am Institut für Musik der Hochschule Osnabrück.
Mateos Debüt-Album You erschien 2013. Ihr zweites Album Heart of Darkness, benannt nach der Erzählung von Joseph Conrad, wurde 2015 bei ACT veröffentlicht und in überregionalen Medien positiv rezensiert; sie erhielt dafür den ECHO Jazz in der Kategorie Newcomer des Jahres (national). Die Hälfte der Songs auf ihrem im Frühjahr 2017 bei ACT erschienenen dritten Album De Profundis singt sie auf Polnisch, darunter auch Rosemary’s Baby von Krzysztof Komeda.
In der 3. Staffel von Babylon Berlin spielt Mateo die Nebenrolle der Sängerin Betty Winter, in der sie den Song Wir sind uns lang verloren gegangen darbietet. Beim JazzFest Berlin 2020 initiierte sie einen Tribut an Bill Withers mit Erik Leuthäuser, Laura Winkler, Christine Seraphin, Olga Tabitha sowie Julia Kadel, Carlos Bica und Lukas Akintaya. Gemeinsam mit dem Gitarristen Christoph Bernewitz und dem Schlagzeuger Markus Dassau arbeitet sie zudem in der Band NEO.
Mateo lebt und arbeitet in ihrer Wahlheimat Berlin.
In der Spielzeit 2024/25 singt sie in der Grazer Oper im Musical Silk Stockings die Rolle der Nina Yaschenko.

## Belege
1. 1 2 3  Natalia Mateo mit ECHO Jazz geehrt – DW – 26.05.2016. Abgerufen am 2. Februar 2025.
2. ↑  Natalia Mateo Pressereaktionen, abgerufen am 17. November 2020.
3. ↑  deutschlandfunkkultur.de: Jazzsängerin Natalia Mateo - "De Profundis" - Mit Sinn und Sinnlichkeit. 5. April 2017, abgerufen am 2. Februar 2025.
4. ↑  BMG: BABYLON BERLIN - Wir sind uns lang verloren gegangen (Johnny Klimek & Tom Tykwer ft. Natalia Mateo). 9. Oktober 2020, abgerufen am 2. Februar 2025.
5. ↑  Berliner Festspiele: Jazzfest Berlin Radio Edition - Jazzfest Berlin. Archiviert vom Original am 2. April 2023; abgerufen am 2. Februar 2025.
6. ↑  deutschlandfunkkultur.de: NEO / Mirna Bogdanovic - Frische Sounds im Gretchen. 20. Juli 2020, abgerufen am 2. Februar 2025.
7. ↑  Silk Stockings. Abgerufen am 2. Februar 2025.

| Personendaten    | Personendaten                        |
| ---------------- | ------------------------------------ |
| NAME             | Mateo, Natalia                       |
| ALTERNATIVNAMEN  | Kowalczyk, Natalia (wirklicher Name) |
| KURZBESCHREIBUNG | polnische Jazzsängerin               |
| GEBURTSDATUM     | 28. März 1983                        |
| GEBURTSORT       | Warschau, Polen                      |